# Sun TV (Inde)
Pour les articles homonymes, voir Sun TV.
Sun TV est une chaîne de télévision par satellite en langue tamoule lancée le 14 avril 1993. 
Elle est le canal phare du Sun TV Network de Chennai. Elle a été fondée et est la propriété de Kalanidhi Maran. Sun TV a lancé sa version HD le 11 décembre 2011. En octobre 2015, Sun TV était la chaîne de divertissement la plus consultée en Inde.

## Histoire
Sun TV est le premier canal phare de Sun Group lancé le 14 avril 1993,,,. Sun TV a été cotée à la Bourse de Bombay le 24 avril 2006 après avoir recueilli 133 millions de dollars. 
C'est la chaîne de télévision tamoule la plus visionnée au monde avec des diffusions dans plusieurs pays comme le Royaume-Uni, les États-Unis et le Canada.
Sun TV organise également de nombreux événements liés à l'industrie cinématographique à Tamil Nadu et à la cérémonie des Prix Sun Kudumbam chaque année.